# Asthenargus perforatus
Asthenargus perforatus là một loài nhện trong họ Linyphiidae.
Loài này thuộc chi Asthenargus. Asthenargus perforatus được Ehrenfried Schenkel-Haas miêu tả năm 1929.